# Mavi Sánchez-Vives
Maria V. Sánchez-Vives és doctora en neurociències i professora d'investigació ICREA a l'Institut d'Investigacions Biomèdiques August Pi i Sunyer (IDIBAPS) des del 2008, on és cap del grup de Neurociència de Sistemes. És també professora adjunta al Departament de Fisiologia Bàsica de la Universitat de Barcelona i editora en cap de la revista Frontiers in Systems Neuroscience. Va ser estudiant postdoctoral a la Rockefeller University (Nova York) i investigadora associada a la Yale University. Investiga els diferents aspectes de l'activitat neuronal rítmica espontània: els seus mecanismes de regulació, la informació que conté i les conseqüències d'aquesta activitat, estudiant aquests aspectes des d'un enfocament experimental i computacional. També treballa en la representació mental del propi cos mitjançant interfícies cervell-ordinador, utilitzant sistemes de realitat virtual per a la comprensió d'aquests processos.
Lidera el grup de “Xarxes subjacents a la cognició i la consciència” del Human Brain Project, en el que és membre del Consell d'Infraestructura i Ciència. Els seus principals interessos en neurociència són la generació d'activitat rítmica cerebral, estats cerebrals, neurotecnologia i neuromodulació amb un enfocament experimental i computacional. També treballa en la representació mental del propi cos mitjançant interfícies cervell-ordinador, utilitzant sistemes de realitat virtual per a la comprensió d’aquests processos.